# Repræsentanternes hus (Grenada)
 For alternative betydninger, se Repræsentanternes hus (flertydig). (Se også artikler, som begynder med Repræsentanternes hus)
Repræsentanternes hus er underhuset i parlamentet i den caribiske østat Grenada.